# Kahla
Kahla (en allemand : /ˈkaːla/ ) est une petite ville de Thuringe au sud d'Iéna, au milieu de la vallée de la Saale.

## Histoire
Les premiers documents écrits mentionnent le village de Calo en 876, appelé plus tard Kahla. Kahla reçoit les privilèges de ville entre 1283 et 1333, mais un incendie détruit en 1345 les archives de la ville. Elle est reconstruite en 1520 après un second incendie et sa structure et ses bâtiments restent presque inchangés jusqu'à nos jours.
Kahla se range du côté des protestants après la Réforme. L'église Sainte-Marguerite est en proie en 1523 à l'iconoclasme de la foule qui détruit tout l'intérieur et Luther vient y prêcher après la vague du Bildersturm en 1524. La région est le berceau de théologiens luthériens et la population est alors ardemment luthérienne. 
La ville souffre particulièrement pendant la Guerre de Trente Ans en 1632.
Des fabriques de porcelaine s'installent à Kahla entre 1843 et 1844. Il existe toujours une usine aujourd'hui qui fait connaître le nom de Kahla au-delà des frontières, la compagnie Kahla-Thüringen Porzellan GmbH, fondée par Christian Eckardt. Elle fut jusqu'en 1914 l'une des usines de porcelaine les plus grandes d'Allemagne. Elle comprend aujourd’hui trois cents ouvriers.
Cent cinquante-six travailleurs forcés, prisonniers de guerre originaires de France, ou déportés d'Ukraine, viennent pendant la Seconde Guerre mondiale travailler dans les villages alentour et les usines de la ville, mais c'est en 1944 que la situation change, lorsque le régime décide d'implanter une usine d'aviation militaire aux abords de la ville. Cette usine (protégée par un système anti-bombardement) du nom de REIMAHG s'installe dans le Walpersberg. Elle doit fabriquer en série des avions de chasse à réaction, les fameux Messerschmitt Me 262. Ce projet colossal mobilise des milliers d'Allemands, dont un certain nombre de Hitlerjugends, ainsi que 12 000 travailleurs forcés étrangers, venus de 21 camps, qui travaillent dans des conditions pénibles. Différentes unités de production sont installées dans un rayon de 30 kilomètres. Un cimetière à Kahla, où 650 travailleurs sont enterrés, rappelle leur souvenir.

## Jumelage
- Schorndorf (Allemagne)

## Personnalités
- Johann Walther (1496-1570), compositeur
- Stephan Riccius (1512-1588) réformateur protestant

## Notes et références

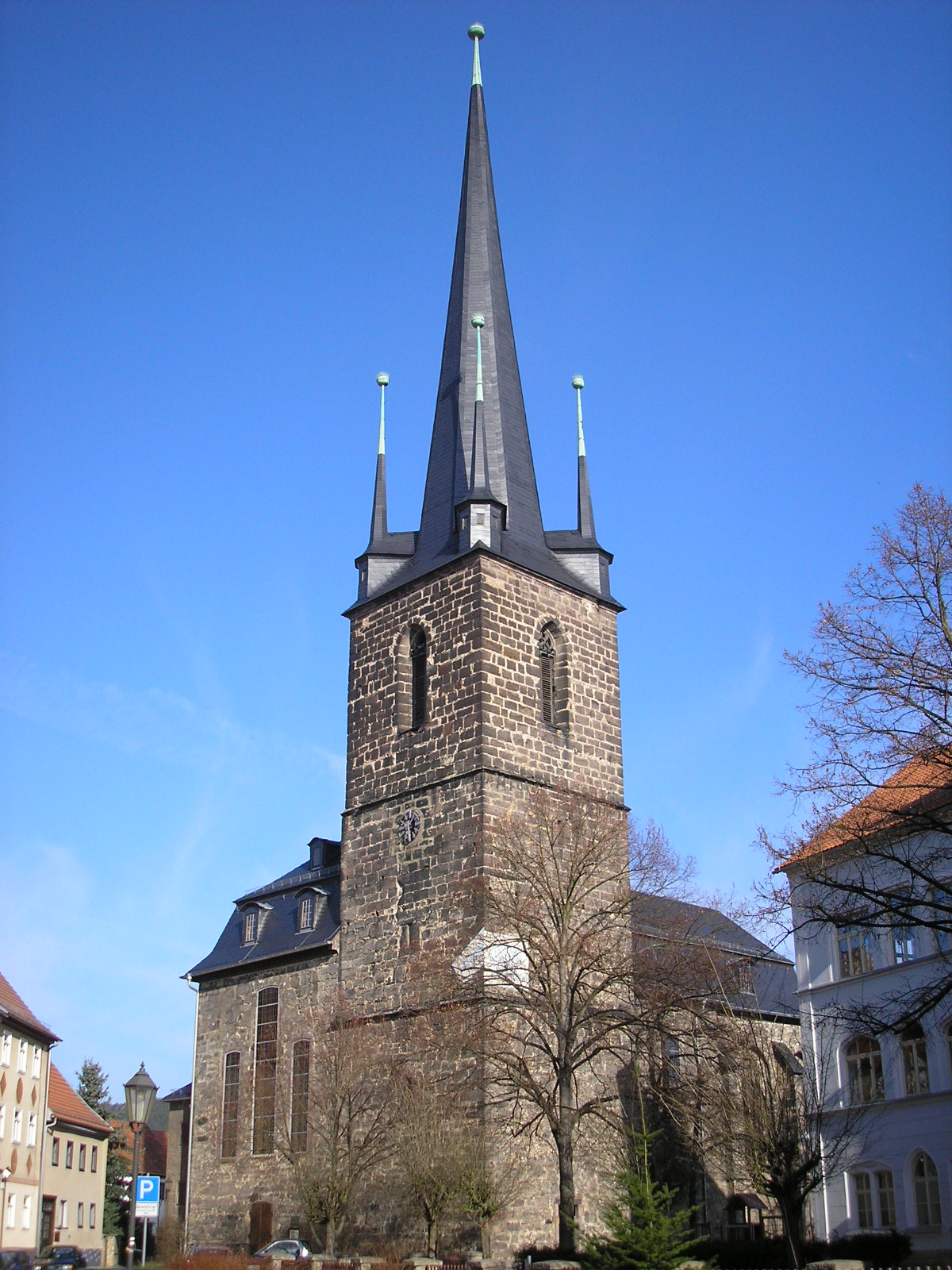
Vue de l'église luthérienne de la ville